# Берёзки (Добрушский район)
Берёзки (бел. Бяро́зкі) — деревня в Рассветовском сельсовете Добрушского района Гомельской области Республики Беларусь.

## География

### Расположение
В 22 км на северо-востоке от районного центра Добруш и железнодорожной станции в этом городе, в 50 км от Гомеля.

### Гидрография
На севере сеть мелиоративных каналов, соединённых с рекой Ревучее.

## Транспортная система
Транспортная связь по просёлочной, а затем по автомобильной дороге Добруш — Морозовка.
В деревне 5 жилых домов (2004 год). Планировка — слегка выгнутая улица. Застройка деревянными домами.

## История
Рядом с деревней археологами выявлено поселение верхнеднепровской культуры. По письменным источникам деревня известна с XVI века, как деревня Березцы Речицкого повета Минского воеводства ВКЛ, великокняжеские владения. В 1751 году 10 дымов. После 1-го раздела Речи Посполитой (1772 год) в составе Российской империи. В 1880 году в 2 хозяйствах занимались скорняжным промыслом, в Вылёвской волости Гомельского повета. В 1897 году — хлебозапасный магазин, ветряная мельница.
С 8 декабря 1926 года до 30 декабря 1927 года центр Берёзковского сельсовета Речицкого, с 9 июня 1927 года Гомельского округов, с 20 февраля 1938 года Гомельской области.
В 1929 году организован колхоз.
Во время Великой Отечественной войны оккупирована с августа 1941 года по 28 сентября 1943 года. За это время ими было убито 8 мирных жителей. На фронтах войны погибли 71 житель деревни.
До 16 декабря 2009 года в составе Демьянковского сельсовета.

## Население

### Численность
- 2004 год — 5 дворов, 9 жителей

### Динамика
- 1751 год — 10 дымов
- 1880 год — 93 двора, 248 жителей
- 1897 год — 110 дворов, 711 жителей
- 1908 год — 195 дворов, 1234 жителя
- 1959 год — 689 жителей (согласно переписи)
- 2004 год — 5 дворов, 9 жителей